# كين كافاناف
كين كافاناف (بالإنجليزية: Ken Kavanaugh)‏ هو لاعب كرة قدم أمريكية وطيار أمريكي، ولد في 23 نوفمبر 1916 في ليتل روك في الولايات المتحدة، وتوفي في 25 يناير 2007 في ساراسوتا في الولايات المتحدة بسبب ذات الرئة.

## وصلات خارجية
- كين كافاناف على موقع قاعة لويزيانا للمشاهير الرياضية (الإنجليزية)